# زیبابال‌واران
زیبابال‌واران (نام علمی: Calopterygoidea) نام یک بالاخانواده از راسته سنجاقک‌سانان است.